# Kundratice
Kundratice (en allemand : Kundratitz) est une commune du district de Žďár nad Sázavou, dans la région de Vysočina, en République tchèque. Sa population s'élevait à 178 habitants en 2020.

## Géographie
Kundratice se trouve à 10 km au nord-est de Velké Meziříčí, à 23 km au sud-est de Žďár nad Sázavou, à 39,5 km à l'est de Jihlava et à 145 km au sud-est de Prague.
La commune est limitée par Horní Libochová au nord et à l'est, par Bojanov, un quartier exclavé de Křižanov au sud-est, par Kadolec au sud et par Křižanov à l'ouest.

## Histoire
La première mention écrite de la localité date de 1358.

## Transports
Par la route, Kundratice se trouve à 12 km de Velké Meziříčí, à 28 km de Žďár nad Sázavou, à 46,5 km de Jihlava et à 167 km de Prague.